# تيجان جايتيه
تيجان جايتيه (بالإنجليزية: Tijan Jaiteh)‏ (مواليد 31 ديسمبر 1988 في غامبيا) لاعب كرة قدم غامبي دولي يجيد اللعب في خط الوسط . لعب سابقاًنادي المريخية القطري .

## روابط خارجية
- تيجان جايتيه على موقع الاتحاد الدولي (مؤرشف)  (الإنجليزية)
- تيجان جايتيه على موقع اتحاد النرويج (النرويجية)
- تيجان جايتيه على موقع قاعدة بيانات كرة القدم.إي يو (الإنجليزية)
- تيجان جايتيه على موقع ناشيونال فوتبول تيمز (الإنجليزية)
- تيجان جايتيه على موقع Soccerway.com (الإنجليزية)
- تيجان جايتيه على موقع عالم كرة القدم.نت (الإنجليزية)
- تيجان جايتيه على موقع كووورة